# Зносостійкі матеріали
Зносостійкі́ матеріа́ли (англ. wear resistant materials) — матеріали, що вирізняються підвищеною зносостійкістю при роботі в певних умовах зовнішнього впливу. Зносостійкість матеріалу є характеристикою його здатності опору до зношування в заданих умовах, що оцінюється величиною, зворотною до швидкості (інтенсивності) зношування. Слід зазначити, що матеріал, зносостійкий при роботі в одних умовах (наприклад, у парі тертя), може не мати доброї зносостійкості в інших середовищах (наприклад, абразивних).

## Основні принципи забезпечення зносостійкості
Розроблено низку основних принципів забезпечення високої зносостійкості. Так, структура матеріалу повинна бути істотно гетерогенною і складатися з твердих зерен, рівномірно розподілених у пружнопластичній металевій матриці (правило Шарпі). Структура поверхневих шарів зносостійких матеріалів істотно не змінюється в процесі тертя або перебудовується у структуру, вигідну з точки зору тертя й зношування. Поверхні матеріалів, що труться, повинні мати меншу міцність, ніж нижчерозташовані шари (правило позитивного градієнта). Необхідна умова надійної роботи зносостійких матеріалів — висока міцність адгезійного зв'язку між його твердими включеннями та матрицею.
Зносостійкі матеріали одержують, як правило, методом лиття (ливарні сплави) або із застосуванням технології порошкової металургії (спечені порошкові матеріали).

## Зносостійкі чавуни
Нині серед найпоширеніших зносостійких матеріалів є білі чавуни. Сучасні білі зносостійкі чавуни — багатокомпонентні сплави, основним легувальним елементом яких є хром (> 12 %). До їх складу також зазвичай вводять у невеликих кількостях марганець, молібден, нікель, мідь.
ГОСТ 7769-82 передбачає дев'ять марок білих зносостійких чавунів: низьколегований хромистий марки ЧХ3Т, високолеговані хромисті марки ЧХ9Н5, ЧХ16, ЧХ16М2, ЧХ22, ЧХ28Д2, ЧХ32, високолегований марганцевий марки ЧГ7Х4 і низьколегований нікелевий марки ЧН4Х2.
Головне призначення білих зносостійких чавунів — виготовлення деталей машин і устаткування, які знаходяться в контакті з абразивом — мінеральною сировиною, будівельними матеріалами, окалиною тощо. Область застосування деталей з білих зносостійких чавунів охоплює практично всі видобувні галузі, енергетику, металургію, будівельно-дорожню техніку, обладнання, де термін служби деталей визначається абразивним зносом.

## Зносостійкі сталі
Зносостійкі сталі — конструкційні сталі з особливими властивостями, що здатні чинити підвищений опір зношуванню і об'єднують, зазвичай, групи високомарганцевих, графітизованих та, інколи, підшипникових й інструментальних сталей.
Деталі, що працюють в умовах абразивного зношування у поєднанні з ударними навантаженнями й високими тисками (траки гусеничних машин, щоки дробарок, хрестовини залізничних і трамвайних колій), виготовляють з високомарганцевої ливарної сталі 110Г13Л (сталь Гадфільда; 0, 9…1,3 % C, 11,5…14,5 % Mn і 0,3…1,0 % Si). Твердість сталі для виробництва деталей, які експлуатують в умовах значних тисків і ударних навантажень, підвищують наклепуванням. Саме тому сталь 110Г13Л складно обробляти різанням.
Графітизована сталь (марки ЭИ293, ЭИ336, ЭИ366) може містити у своєму складі 1,5…2,0% С і до 2% Si. Після графітування (короткочасного відпалу, в результаті якого у структурі сталі виділяється вільний графіт відпалу) сталь поєднує у собі властивості загартованої сталі та чавуну. Графіт у такій сталі виконує функції змащувальної фази, що дає змогу їх використовувати як замінник бронзи та для виготовлення тонкостінних деталей, що працюють в умовах ударних навантажень. Такі сталі використовують для виготовлення поршневих кілець, поршнів, колінчастих валів та інших виливків деталей, що призначені для експлуатації в умовах тертя.
Серед високоефективних видів ливарних зносостійких матеріалів — ливарні композити на основі заліза — сплави систем Fe–TiB2, Fe–ZrB2, Fe–HfB2, а також литі композиційні матеріали на основі мідних сплавів, армованих твердими сталевими гранулами.
З підшипникових сталей найвищою зносостійкістю характеризуються марки ШХ15, ШХ20, які використовують для виготовлення кульок і роликів підшипників. За хімічним складом і структурою ці сталі належать до легованих конструкційних сталей, хімічний склад та сортамент яких регламентується міждержавним стандартом ГОСТ 801-78. 
Для виготовлення штампового та різального інструменту застосовують інструментальні сталі. За хімічним складом, призначенням і властивостями розрізняють нетеплостійкі, напівтеплостійкі й теплостійкі інструментальні сталі. Нетеплостійкі сталі (вуглецеві з вмістом вуглецю 0,8…1,35 % або низьколеговані з вмістом легувальних елементів до 3…5 %) після відповідного термічного оброблення отримують високу твердість, міцність і зносостійкість (однак вони ці властивості зберігають лише при температурах до 250…300 °С). Напівтеплостійкі сталі — (зазвичай) високохромисті (3…18 % Cr) і високовуглецеві (понад 1,0…1,5 % С) — зберігають підвищені службові властивості при температурах до 400…500 °С. До теплостійких інструментальних сталей відносять високолеговані штампові сталі для гарячого деформування та швидкорізальні сталі з вмістом легувальних елементів (вольфраму, молібдену, ванадію, кобальту, хрому) 4…25 %. Максимальні температури експлуатації останніх — 500…720°С.

## Зносостійкі матеріали, отримані методами порошкової металургії
Найповніше дозволяє реалізувати основні умови створення зносостійких матеріалів з яскраво вираженою гетерогенною структурою технологія порошкової металургії. Одним з перших характерних прикладів успішного використання методів порошкової металургії для одержання зносостійких матеріалів було виготовлення деталей з порошку заліза з наступною цементацією спечених заготовок у твердому або газовому карбюризаторі. Високу зносостійкість має порошкова хромиста сталь ЖЧ25Х3, яку виготовляють із суміші порошків заліза (65 %), білого чавуну (25 %) і високохромистої сталі (10 %). Останнім часом завдяки високій міцності, підвищеній твердості й зносостійкості при відносно низькій вартості привертають увагу фахівців порошкові боровмісні сплави на основі заліза. Внаслідок істотно гетерогенної структури вони забезпечують підвищення зносостійкості порівняно зі сталлю ШХ15 у 3…5 разів. Значне поширення серед спечених зносостійких матеріалів отримали тверді сплави та карбідосталі, що містять частки карбідів (боридів) тугоплавких металів (вольфраму, титану, хрому та ін.), зцементовані металевою (кобальт, нікель, сталь) зв'язкою (з підвищенням вмісту в сплаві тугоплавкої фази збільшується його твердість і зносостійкість, однак зменшується ударна в'язкість).

## Зносостійка кераміка
Надвисока твердість, зносостійкість та низький коефіцієнт тертя характерні спеченим матеріалам з конструкційної кераміки на основі металоподібних карбідів, боридів, нітридів або оксидів перехідних металів (карбід і нітрид бору, карбід кремнію, оксид алюмінію). Безпористі матеріали з конструкційної кераміки використовують для виготовлення деталей, що піддаються інтенсивному корозійному та абразивному впливу (наприклад, торцевих ущільнень насосів).

## Зносостійкі покриття
Для забезпечення високої твердості й зносостійкості поверхневих шарів деталей, а також відновлення поверхні зношених деталей, використовують наплавні зносостійкі матеріали. Як наплавні застосовують тверді сплави типу сормайту (на основі заліза, близькі до чавунів із високим вмістом хрому), стеліту (хромвольфрамокобальтові, призначені для наплавлення деталей, що працюють в умовах абразивного зношування з динамічними навантаженнями) та реліту (суміші карбідів вольфраму W2C + WC). Розроблено технології одержання зносостійких покриттів із самофлюсувальних порошкових матеріалів на основі сплавів нікелю (Ni–Cr–B–Si–C) або заліза (Fe–Mn–C–B–Si).

## Провідні наукові заклади України
Провідні наукові школи в галузі розроблення ливарних зносостійких матеріалів функціонують у Фізико-технологічному інституті металів та сплавів НАН України (Київ) та Українському державному НДІ спецсталей, сплавів та феросплавів (Запоріжжя); спечених порошкових і керамічних зносостійких матеріалів — в Інституті проблем матеріалознавства НАН України, Інституті надтвердих матеріалів НАН України; наплавних зносостійких матеріалів — в Інституті електрозварювання НАН України (усі — Київ) та Фізико-механічному інституті НАН України (Львів).